# Escape from Brooklyn
Escape from Brooklyn è una VHS del gruppo musicale statunitense White Lion, pubblicata nel febbraio del 1992 dalla Atlantic Records. Raccoglie tutti i video musicali fino ad allora realizzati dal gruppo, insieme a filmati dietro le quinte, interviste con i vari membri e alcune immagini dell'ultimo tour della band in supporto all'album Mane Attraction.

## Tracce
1. Broken Heart
2. Wait
3. Tell Me
4. When the Children Cry
5. Little Fighter
6. Radar Love
7. Cry for Freedom
8. Sweet Little Loving – Live
9. Love Don't Come Easy
10. Broken Heart '91
11. Farewell to You

## Formazione
- Mike Tramp – voce
- Vito Bratta – chitarre
- Tommy "T-Bone" Caradonna – basso
- Jimmy DeGrasso – batteria